# Gravelly Point

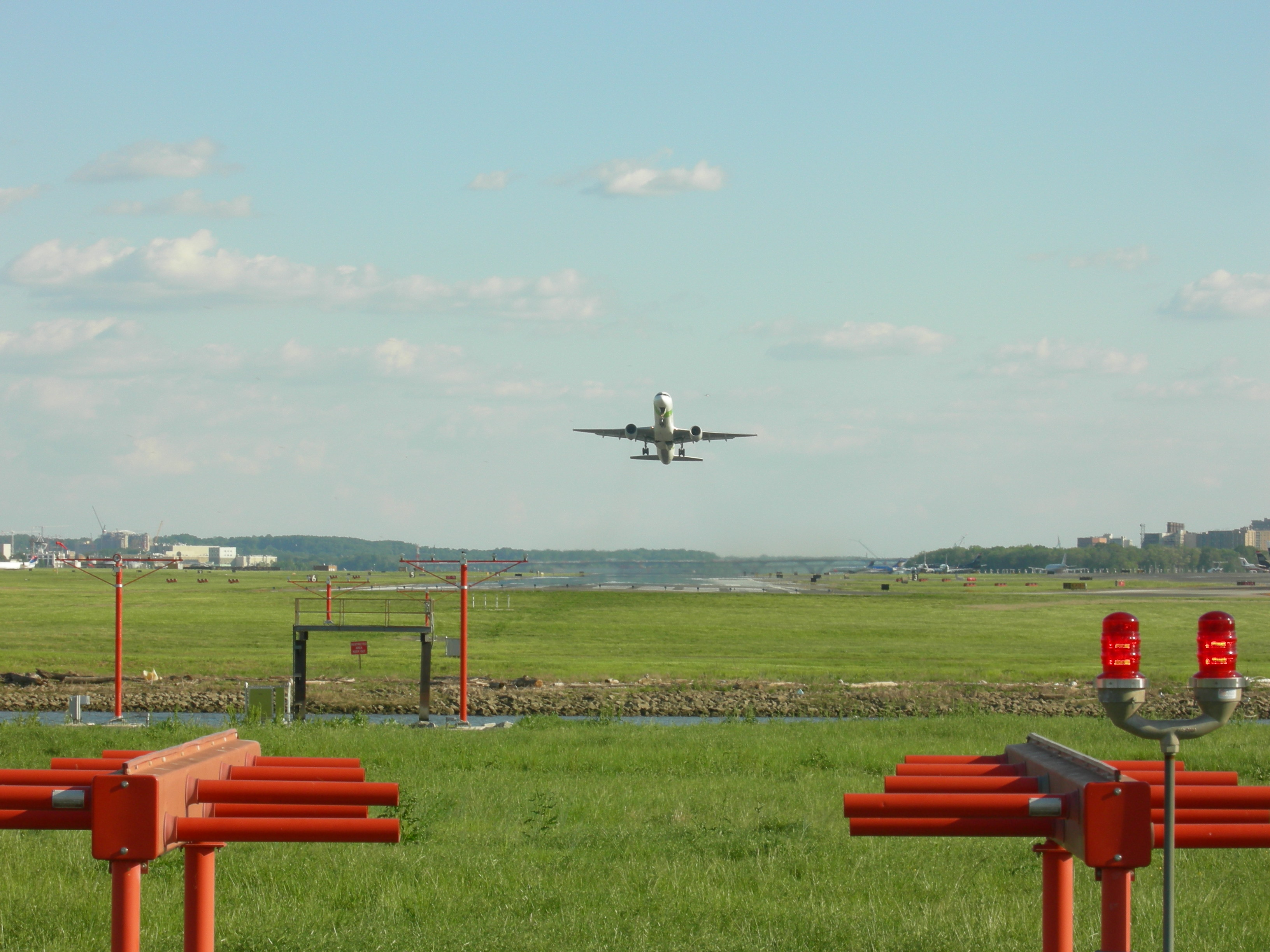
Start samolotu widziany z Gravelly Point

Gravelly Point – park w miejscowości Arlington, w amerykańskim stanie Wirginia. Administracyjnie stanowi część George Washington Memorial Parkway. Park bezpośrednio sąsiaduje z obsługującym metropolię waszyngtońską lotniskiem Ronalda Reagana i jest popularnym miejscem uprawiania planespottingu.